# Agostino Lauro
L'Agostino Lauro è stato un traghetto, appartenuto al Gruppo Lauro dal 1966 al 2008.

## Servizio
Varato il 2 marzo 1935 nel cantiere navale Aalborg Værft di Aalborg e consegnato il 16 aprile successivo alla Grenaa-Hundested Færgefart A/S, prende servizio il giorno successivo nei collegamenti tra Grenaa e Hundested.
Il 16 ottobre 1936 viene brevemente noleggiato alla Larvik-Frederikshavnferjen per un viaggio di prova tra Larvik e Frederikshavn.
Il 5 novembre 1940 viene disarmato a Hundested a causa dello scoppio della Seconda guerra mondiale.

Dal 22 al 23 dicembre 1940 e dal 10 al 14 aprile 1941 torna ad operare sulla Grenaa-Hundested.
Il 18 aprile 1944 viene requisito dalla Kriegsmarine ed il 26 aprile rimorchiato da Hundested al cantiere navale Burmeister & Wain di Copenaghen per alcune riparazioni, poiché alcune parti del motore erano state rubate. Nell'agosto successivo torna in servizio come nave da trasporto truppe nei collegamenti tra Brunsbüttel, Cuxhaven, Amburgo, Helgoland e successivamente sulla Gedser-Warnemünde.

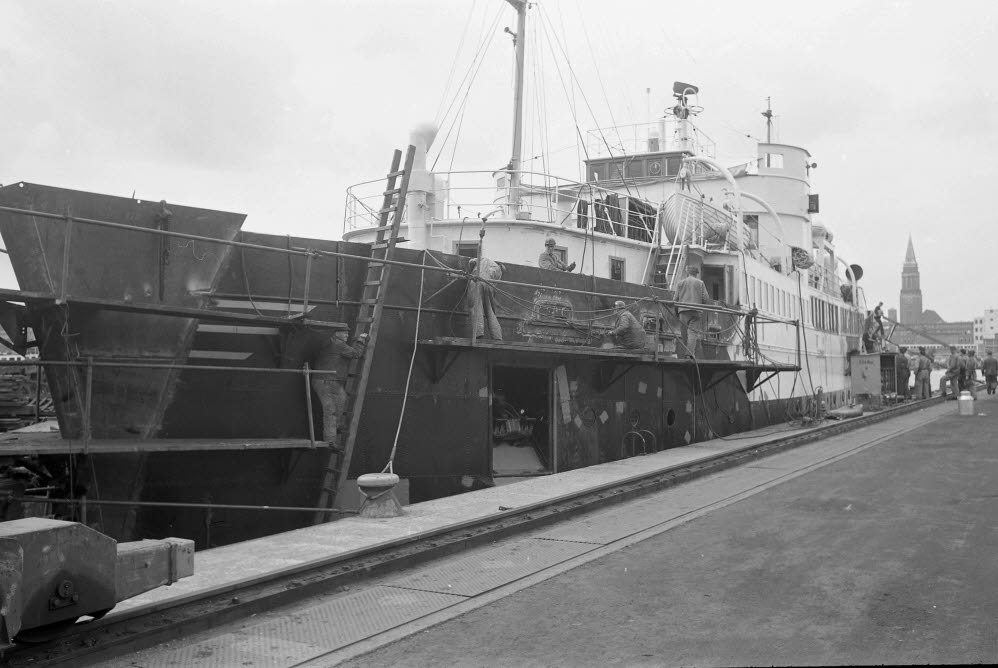
L'Isefjord in bacino di carenaggio a Kiel.

Nel 1945 viene trasferito sulla Amburgo-Cuxhaven e successivamente disarmato ad Amburgo.
A maggio del 1945, al termine della guerra, viene ritrovato semiaffondato nel porto di Brunsbüttel. Il 29 maggio viene quindi trasferito al traino a Kiel e successivamente nei cantieri navali Helsingörs Skibsværft & Maskinbygg di Helsingör, dove viene riparato. Dal 1º aprile 1946 torna in servizio sulla Grenaa-Hundested.
Nel 1949 e nel 1954 viene rimotorizzato.
Nel settembre del 1961 viene noleggiato alla I/S Europafergen ed impiegato nei collegamenti tra Grenaa e Varberg.
Dal 14 al 22 settembre 1961 viene noleggiato al circo Morena per un viaggio tra Copenaghen e Rønne.
Dal 22 settembre e dal 23 febbraio al 15 marzo 1962 viene noleggiato alla  I/S Kastrup-Malmö ed impiegato sulla linea Kastrup-Malmö. Successivamente viene disarmato a Kastrup.
Dal 16 giugno al 31 agosto 1962 viene noleggiato alla D/S Bornholm af 1866 ed impiegato nei collegamenti tra Ystad e Rønne. Successivamente torna in servizio tra Grenaa e Hundested.
Il 1º maggio 1963 termina il servizio per la Grenaa-Hundested Færgefart A/S e viene messo in vendita.
A maggio del 1963 viene venduto alla Kiel-Nakskov Linien A/S Nakskov, una società facente capo alla Stena Line. Dal 10 giugno al 13 agosto viene noleggiato alla D/S Bornholm, tornando in servizio sulla Ystad-Rønne.
Tornato dal noleggio, prende servizio nei collegamenti tra Nakskov e Kiel a partire dal 1º settembre 1963.

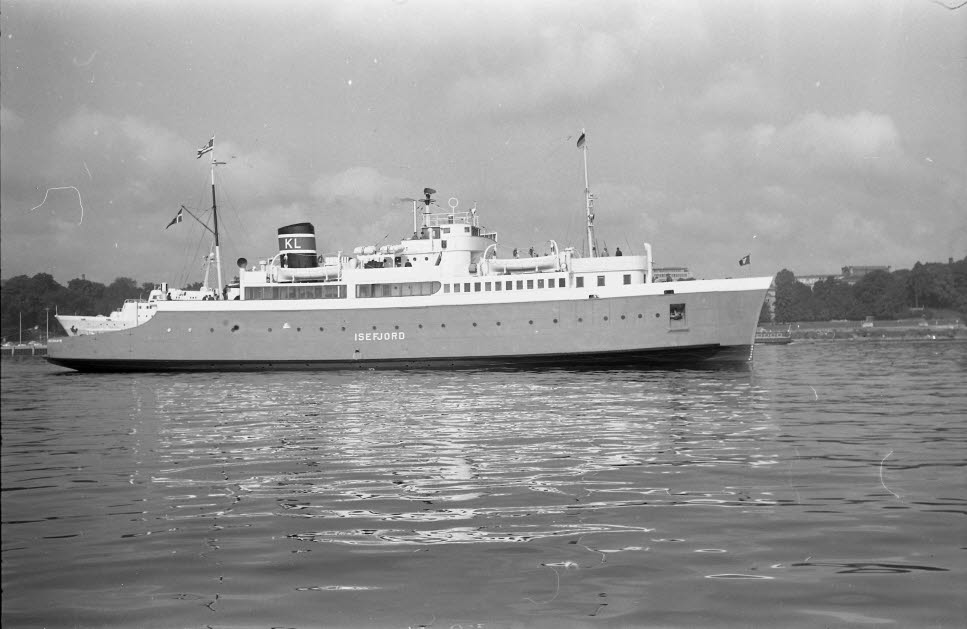
L'Isefjord in navigazione nel 1963.

Nel maggio del 1966 viene ceduto all'armatore italiano Agostino Lauro, al quale viene consegnato nel luglio successivo.
Ribattezzato Agostino Lauro, prende servizio nello stesso anno nei collegamenti tra Napoli, Procida e Pozzuoli.
Dal 15 giugno ad agosto 1968 viene noleggiato alla Nav.Ar.Ma. Lines ed impiegato nei collegamenti tra Piombino e Portoferraio insieme al Maria Madalena e l'Elba Prima.
Nelle stagioni estive 1971,1972,1973,1974,1981 e 1982 torna in noleggio a Nav.Ar.Ma Lines.
Dal 1986 viene impiegato sulla Trapani-Pantelleria e nei collegamenti tra Sicilia ed Isole Egadi. Successivamente torna in servizio nel Golfo di Napoli.
Nel 2003 viene trasferito alla neonata Medmar.
Nel 2005 viene disarmato a Napoli e nel 2007 ne viene annunciata la vendita per demolizione. Il 14 gennaio 2008 giunge ad Aliağa, dove viene spiaggiato e successivamente demolito.